# Zopherus granicollis
Zopherus granicollis es una especie de coleóptero de la familia Zopheridae.
Mide 12.6-21.0 mm. Habita en California (Estados Unidos).